# Wodniki (województwo dolnośląskie)
Wodniki – wieś w Polsce położona w województwie dolnośląskim, w powiecie górowskim, w gminie Wąsosz.

## Podział administracyjny
W latach 1975–1998 miejscowość administracyjnie należała do województwa leszczyńskiego. Wieś liczy 98 mieszkańców (III 2011 r.).

## Położenie
Położona jest przy drodze krajowej nr 36. Leży pomiędzy Wąsoszem (kierunek Góra Śląska) a Rawiczem (kierunek Wrocław). W odległości około 2 km leży miejscowość Pobiel, w której znajduje się kościół parafialny pw. Św. Stanisława Biskupa i Męczennika.

## Nazwa
Według niemieckiego językoznawcy Heinricha Adamy’ego nazwa miejscowości pochodzi od polskiej nazwy wody. W swoim dziele o nazwach miejscowych na Śląsku wydanym w 1888 roku we Wrocławiu wymienia jako pierwotną nazwę miejscowości Wodnig podając jej znaczenie "Wasserreicher Ort" czyli po polsku "Miejscowość zasobna, obfitująca w wodę". Nazwa została później przez Niemców zgermanizowana na Woidnig i utraciła swoje znaczenie.
W księdze łacińskiej Liber fundationis episcopatus Vratislaviensis (pol. Księga uposażeń biskupstwa wrocławskiego) spisanej za czasów biskupa Henryka z Wierzbna w latach 1295–1305 miejscowość wymieniona jest w zlatynizowanej formie Wlodniki.
- Wodniki (województwo dolnośląskie), [w:] Słownik geograficzny Królestwa Polskiego, t. XIII: Warmbrun – Worowo, Warszawa 1893, s. 727.